# Деберка
Деберка — посёлок в Выгоничском районе Брянской области, в составе Хмелевского сельского поселения.
Расположен в 2,5 км к юго-западу от деревни Хмелево. Население — 27 человек (2010 год).
Возник около 1930 года; до 2005 года входил в Хмелевский сельсовет.
| Годы      | 1979 | 1989 | 2002 | 2010 |
| --------- | ---- | ---- | ---- | ---- |
| Население | 103  | 54   | 25   | 27   |